# Ingo Meckes
Ingo Meckes (* 28. Mai 1976 in Heilbronn) ist ein deutscher Sportfunktionär und ehemaliger Handballspieler.

## Spielerkarriere
Ingo Meckes wurde überwiegend als Kreisläufer eingesetzt. Vom TSB Heilbronn-Horkheim wechselte er im Jahr 2000 zur TSG Ludwigsburg-Oßweil, mit der er 2002 in die 2. Bundesliga aufstieg. Ab 2006 spielte er für den TSV Bayer Dormagen, mit dem ihm 2008 der Aufstieg in die 1. Bundesliga gelang. Im Sommer 2009 kehrte er nach Heilbronn zurück.

## Funktionärslaufbahn
Von 2011 bis Januar 2024 arbeitete der Diplom-Betriebswirt als Chef Leistungssport und Mitglied der Geschäftsführung für den Schweizerischen Handball-Verband. Meckes war zudem für den Schweizerischen Handball-Verband in mehreren Gremien der Europäischen Handballföderation vertreten. Im Mai 2024 gab der Deutsche Handballbund bekannt, dass Meckes ab 1. September 2024 als Nachfolger von Axel Kromer Sportvorstand des Deutschen Handballbunds wird.